# 立花まりあ
立花 まりあ（たちばな まりあ、1976年12月8日 - ）は、日本の元AV女優。
デビューまでの生い立ちについては（永沢光雄『AV女優2』）に詳しい。

## 出演

### アダルトビデオ
- アフロディーテの乳房（アテナ）
- 襲われる乳房（アテナ）
- 美乳VS超乳（アテナ）
- 宅配ソープでございます（アトラス21）
- 乳辱監禁（アトラス21）
- 爆乳（笠倉）
- 爆乳ソープ天国（笠倉）
- 爆J(AVD)
- 爆乳ハンター（Dハウス）
- ザ・爆乳(VCA)
- バケ乳103cm I-Cup（日本映画新） - 神谷きらら名義
- OL性活（里華）
- 官能爆乳 立花まりあ(Success)
- 淫華乱舞（ルネサンス）
- 爆裂娘II（東京三世社） - ささめ由樹名義
- ザ.女教師マガジン（ボーダー）
- 人妻の秘密（ボーダー）
- 美乳倶楽部
- 業務用ビデオ5 立花まりあ
- 豚汁美人（ワンズファクトリー）

### 書籍
- AV女優2（文春文庫） ISBN 4167493039 永沢光雄（著）による彼女の半生がインタビューされている。